# San Rafael las Flores
San Rafael las Flores è un comune del Guatemala facente parte del dipartimento di Santa Rosa.